# Faustina (São Paulo)
Santa Faustina es una mártir venerada en el Monasterio de Nuestra Señora de la Luz de São Paulo (Brasil).

## Historia
Las reliquias de la santa, cuya biografía resulta completamente desconocida al tratarse de un corposanto (denominación que reciben los cuerpos de mártires desconocidos de la antigua Roma procedentes de las catacumbas), fueron donadas bajo el pontificado de Pío IX, electo papa en 1846, mismo año en que el emperador Pedro II de Brasil y su esposa Teresa Cristina de Borbón-Dos Sicilias, junto con su hija la princesa Isabel, visitaron el Monasterio de Nuestra Señora de la Luz de São Paulo, donde contemplaron los túmulos de los frailes Antonio de Santa Ana Galvao y Lucas de la Purificación.: 19  De acuerdo con la tradición, en 1857 el rector del seminario de la diócesis de São Paulo, Eugenio de Rumelly, fraile y general de los capuchinos,: 165  acudió poco antes de partir en un viaje por Europa al Monasterio de Nuestra Señora de la Luz para despedirse de las monjas, una de las cuales le pidió que, a su regreso, les llevase alguna reliquia de los mártires. Una vez en Roma, Rumelly visitó las catacumbas y rogó a Dios para que le mostrase cuál de las reliquias allí presentes era la que debía escoger para conducirla al convento de São Paulo; al pasar junto al cuerpo de una mártir de nombre Faustina, una pequeña piedra se desprendió del muro, ante lo cual el guía que acompañaba al fraile sentenció: «Esta niña quiere irse a Brasil». Se extrajo una parte de la osamenta del cadáver y la misma fue depositada en el interior de una figura de cera representativa de una niña, guardándose a su vez unas porciones de la sangre de la mártir en un relicario (vas sanguinis), todo lo cual fue enviado a São Paulo, lugar en que las reliquias fueron recibidas con gran pompa el 10 de septiembre de 1857.
De este relato se extraen varios datos que ilustran no solo el descubrimiento de esta santa sino también el comercio de los corposantos. En primer lugar, el deseo de la religiosa de contar con los restos mortales de un mártir permite conocer el anhelo en aquel entonces de poseer reliquias de santos de las catacumbas, cuyo comercio se inició en el siglo xvii, si bien el auge tuvo lugar a lo largo del siglo xix y a comienzos del xx. En segundo lugar, el relato de la aparición del cuerpo de la mártir cuenta con un elemento de carácter fantástico y sobrenatural por el hecho de que el desprendimiento de una piedra señalase qué cuerpo se debía extraer, detalle muy similar por otro lado a una anécdota la cual sostiene que en 1805 el sacerdote Francesco di Silva se vio embargado por la emoción cuando tuvo frente a sí los restos de Santa Filomena, quien al parecer le habría hecho señas para que reparase en ella mientras el religioso buscaba una reliquia que llevar a la parroquia de Mugnano del Cardinale con el fin de convertir a los feligreses. En tercer y último lugar, el relato da a entender que el esqueleto fue extraído en ese preciso instante del lóculo donde reposaba, aunque cabe destacar que la mayoría de los cadáveres ya habían sido retirados de los nichos y almacenados en un lugar aparte, cada uno con su vas sanguinis o reliquia correspondiente, mientras que el hecho de que el guía la identificase como una niña implica que los restos óseos ya habían sido reconocidos como del sexo femenino y, tal vez por su reducido tamaño, como pertenecientes a alguien muerto en la infancia, lo que a su vez llevó a considerarla virgen, rasgo algo aventurado en otros casos puesto que no todas las mujeres enterradas en las catacumbas lo eran, si bien se tendía a calificarlas de este modo sin ningún tipo de análisis de la osamenta, sobre todo si eran jóvenes.

## Descripción
Las reliquias de la santa, guardadas en una urna emplazada en la iglesia del monasterio, consisten en parte de un esqueleto el cual se halla custodiado en el interior de una estatua yacente elaborada en cera. El que solo se encuentren una parte de los huesos resulta llamativo puesto que por lo general se extraía la osamenta completa y se mandaba a un único destino con el fin de evitar multiplicidad en la veneración como consecuencia del envío de los restos a diversos lugares; se considera que solo se dispone de una porción del esqueleto ya que debieron de ser los únicos restos que se pudieron hallar en las catacumbas. Respecto a la imagen de cera, de factura modesta y escaso nivel artístico, esta representa a una niña vestida con túnica romana y calzada con sandalias, aspecto típico en los corposantos femeninos; la figura, muy intervenida, luce una peluca de color castaño oscuro, con la mano izquierda portando rosas y una palma como símbolo del martirio y la derecha posada sobre el colchón en el que reposa la estatua, cuya cabeza, adornada con un tocado floral, se apoya en un cojín. El rostro luce ambos ojos cerrados y la boca abierta en un gesto agónico, destacando una gran herida en el cuello pintada de forma algo tosca como signo tangible del suplicio. Por último, a los pies de la santa se conserva el vas sanguinis, recipiente que contiene tierra o tela empapadas con la sangre de la mártir, hallándose la urna bajo un altar dedicado al Sagrado Corazón de Jesús  y protegida tras una sencilla reja torneada, con una hucha en el lado izquierdo para depositar limosnas y una banda en el frente con la leyenda «SANTA FAUSTINA».
Tal y como afirma la tradición, la estatua de cera fue elaborada en Roma, lugar donde existían talleres especializados en este tipo de imágenes. Todos los corposantos eran originalmente propiedad del Vaticano, siendo costumbre que los pontífices los vendiesen a personas acaudaladas o los regalasen con el fin de saldar alguna deuda; el nuevo propietario de la reliquia, consistente en un esqueleto entero o parcial, solía acudir a uno de los talleres de arte sacro de la ciudad con el fin de embellecer el cadáver mediante su introducción en una escultura yacente puesto que la visión descarnada de los huesos podía resultar desagradable además de no invitar a la devoción. La práctica de ocultar los huesos en estatuas y de mejorar el aspecto de los cadáveres con coberturas céreas ha llevado a creer equivocadamente que estos cuerpos se hallan incorruptos o momificados, destacando en este aspecto ciertos corposantos así como varios cadáveres de santos y beatos conocidos, tanto los que están cubiertos de cera como los preservados con otros materiales: Santa Faustina en Guanajuato (México), San Florencio en Orizaba (México), Santa Inocencia en Guadalajara (México), San Aprio en Roma (Italia), San Silvano en Dubrovnik (Croacia), San Pascual Baylón en Villarreal (España), Santa María Goretti en Nettuno (Italia) y, más recientemente, el beato Carlo Acutis en Asís (Italia).

## Festividad
La fiesta de Santa Faustina se celebra el 29 de julio; esta fecha resulta un tanto desconcertante ya que lo usual hubiera sido festejarla el 10 de septiembre, día en que se produjo la llegada de las reliquias a São Paulo. El día de la fiesta pudo haber sido elegido por razón de la onomástica ya que ese mismo día se conmemora a San Faustino de Roma, hermano de San Simplicio y Santa Beatriz, todos ellos mártires en tiempos de Diocleciano. Suele ser habitual que a los corposantos se los identifique erróneamente con santos conocidos o «del calendario», asignándoseles las fechas correspondientes a estos cuando lo único que comparten con ellos es el nombre, por lo que en el caso de la mártir venerada en São Paulo resulta llamativo el que no se la confundiese con Santa Faustina de Utrecht, festejada el 15 de febrero; con Santa Faustina de Tesalónica, celebrada el 1 de junio; o con Santa Faustina de Tienen, recordada el 9 de septiembre.